# Pjotr Georgijewitsch Luschew
Pjotr Georgijewitsch Luschew (russisch Пётр Георгиевич Лушев; * 18. Oktober 1923 in Poboischtsche, Ujesd Jemezk, Gouvernement Archangelsk; † 23. März 1997 in Moskau) war ein sowjetischer Armeegeneral und von 1985 bis 1986 Oberkommandierender der Gruppe der Sowjetischen Streitkräfte in Deutschland (GSSD). Als letzter Oberkommandierender des Warschauer Vertrages  besiegelte er im September 1990 den Austritt der Nationalen Volksarmee (NVA) der DDR aus diesem Militärbündnis. 

## Leben
Luschew stammte aus einer Bauernfamilie und besuchte die Mittelschule in Archangelsk.

### Zweiter Weltkrieg
Ab August 1941 diente er in der Roten Armee und absolvierte 1942 Offizierslehrgänge. Während des Großen Vaterländischen Krieges gegen Deutschland kommandierte er ab Juni 1942 einen Schützenzug, war Bataillonsadjutant und kämpfte in der 19. Schützendivision an der Leningrader und Wolchow-Front.

### Nachkriegszeit
Nach dem Absolvieren weiter Offizierslehrgänge 1947 wurde Luschew Stabschef und Bataillonskommandeur. 1951 trat er in die KPdSU ein. Ab 1954, nach Abschluss der Militärakademie für Panzerkräfte, befehligte er  Panzerregimenter in Leningrad, Kiew und im Militärbezirk Ural und war stellvertretender Divisionskommandeur. 1966 absolvierte er die Militärakademie des Generalstabes und studierte dort 1973 in höheren akademischen Kursen.
Panzergeneral Luschew war von 1969 bis 1971 als 1. stellvertretender Kommandeur der 1. Garde-Panzerarmee in Dresden stationiert und befehligte diesen Verband von 1971 bis 1973. Im August 1973 wurde er 1. Stellvertreter des Oberkommandierenden der Gruppe der sowjetischen Streitkräfte in Deutschland (GSSD) und stand in den folgenden Jahren an der Spitze folgender Militärbezirke:
- Wolga, ab Juni 1975
- Mittelasien, ab 1977
- Moskau, ab November 1980

Am 2. November 1981 wurde Generaloberst Luschew zum Armeegeneral befördert.

Auf Anordnung des Obersten Sowjets der UdSSR wurde ihm am 17. Oktober 1983 für 

„...den großen Beitrag zur Erhöhung der Kampfbereitschaft der Streitkräfte, sachkundige Führung von Truppenteilen und -verbänden, persönlichen Mut und Tapferkeit im Kampf gegen die deutsch-faschistischen Eroberer während des Großen Vaterländischen Krieges...“

 der Titel Held der Sowjetunion mit der zugehörigen Kleindekoration (Verleihungsnummer 10752), verbunden mit gleichzeitiger automatischer Verleihung eines Leninordens, verliehen. Vom 6. Juli 1985 bis 11. Juli 1986 befehligte Luschew die GSSD und arbeitete anschließend als 1. Stellvertreter des Verteidigungsministers der UdSSR. Gleichzeitig besetzte er von 1989 bis 1991 den letzten Posten des Oberkommandierenden der Vereinigten Streitkräfte des Warschauer Vertrages, bevor das Bündnis aufgelöst wurde. 1981 wurde er in das ZK der KPdSU gewählt und war von 1979 bis 1989 Abgeordneter des Obersten Sowjets der UdSSR sowie von 1989 bis 1991 Volksdeputierter der UdSSR.
Luschew wohnte in Moskau und wurde nach seinem Ableben auf dem Nowodewitschi-Friedhof beigesetzt.
Zu Ehren Luschews wurde an der Mittleren Allgemeinbildenden Schule Nr. 95 in Archangelsk eine Gedenktafel aufgestellt.

## DDR Wendezeit
Am 24. September 1990 unterzeichneten Luschew und der Minister für Abrüstung und Verteidigung der DDR Rainer Eppelmann das Protokoll über die Herauslösung der NVA aus dem Warschauer Vertrag. 
Es legte außerdem fest, dass mit dem Beitritt der DDR zur Bundesrepublik jegliche gegenseitigen Forderungen ausgeschlossen sind, vertrauliche Dokumente vernichtet und sensibles Waffengerät, wie Raketenabwehrsysteme oder Radargeräte umgehend an die UdSSR übergeben werden. Damit wurde ein weiterer Schritt zur deutschen Wiedervereinigung möglich.

## Auszeichnungen
- Held der Sowjetunion (1983)
- Leninorden (2×)
- Orden des Vaterländischen Krieges 1. Klasse
- Rotbannerorden
- Orden des Roten Sterns (2×)
- Orden „Für den Dienst am Vaterland in den Streitkräften der UdSSR“ 3. Klasse
- weitere Medaillen der UdSSR und anderer Länder